# Otgontsetseg Galbadrakh
Otgontsetseg Galbadrakh est une judokate de double nationalité kazakhe et mongole, pratiquant pour le Kazakhstan, née le 25 janvier 1992, née à Oulan-Bator, en Mongolie. Elle a remporté une médaille de bronze en moins de 48 kg aux Jeux olympiques d'été de 2016 à Rio de Janeiro.

## Palmarès

### Compétitions internationales
| Année | Compétition                                            | Lieu           | Résultat | Catégorie      |
| ----- | ------------------------------------------------------ | -------------- | -------- | -------------- |
| 2016  | Championnats d'Asie                                    | Tachkent       | 1re      | Moins de 48 kg |
| 2016  | Jeux olympiques                                        | Rio de Janeiro | 3e       | Moins de 48 kg |
| 2017  | Championnats d'Asie                                    | Hong Kong      | 2e       | Moins de 48 kg |
| 2017  | Championnats du monde                                  | Budapest       | 3e       | Moins de 48 kg |
| 2018  | Jeux asiatiques                                        | Jakarta        | 3e       | Moins de 48 kg |
| 2018  | Championnats du monde                                  | Bakou          | 3e       | Moins de 48 kg |
| 2019  | Championnats d'Asie (Asian-Pacific Judo Championships) | Fujairah       | 2e       | Moins de 48 kg |

### Tournois Grand Chelem et Grand Prix
| Année | Compétition              | Lieu          | Résultat | Catégorie      |
| ----- | ------------------------ | ------------- | -------- | -------------- |
| 2012  | Grand Prix Abu Dhabi     | Abu Dhabi     | 3e       | Moins de 48 kg |
| 2013  | Grand Slam Bakou         | Bakou         | 2e       | Moins de 48 kg |
| 2013  | Tournoi d'Oulan-Bator    | Oulan-Bator   | 2e       | Moins de 48 kg |
| 2013  | Grand Slam de Moscou     | Moscou        | 2e       | Moins de 48 kg |
| 2014  | Grand Prix Budapest      | Budapest      | 3e       | Moins de 48 kg |
| 2014  | Tournoi d'Oulan-Bator    | Oulan-Bator   | 3e       | Moins de 48 kg |
| 2014  | Grand Prix Astana        | Astana        | 1re      | Moins de 48 kg |
| 2014  | Grand Prix de Tachkent   | Tachkent      | 3e       | Moins de 48 kg |
| 2014  | Grand Prix Qingdao       | Qingdao       | 3e       | Moins de 48 kg |
| 2015  | Grand Prix de Tachkent   | Tachkent      | 3e       | Moins de 48 kg |
| 2015  | Grand Prix Qingdao       | Qingdao       | 3e       | Moins de 48 kg |
| 2015  | Grand Prix Jeju          | Jeju          | 1re      | Moins de 48 kg |
| 2016  | Grand Slam Paris         | Paris         | 1re      | Moins de 48 kg |
| 2016  | Grand Prix de Düsseldorf | Düsseldorf    | 2e       | Moins de 48 kg |
| 2016  | Grand Prix Tbilisi       | Tbilisi       | 3e       | Moins de 48 kg |
| 2016  | Grand Prix Samsun        | Samsun        | 1re      | Moins de 48 kg |
| 2016  | Grand Slam Bakou         | Bakou         | 3e       | Moins de 48 kg |
| 2016  | Grand Prix Almaty        | Almaty        | 1re      | Moins de 48 kg |
| 2016  | Tournoi d'Oulan-Bator    | Oulan-Bator   | 2e       | Moins de 48 kg |
| 2016  | Grand Slam Abu Dhabi     | Abu Dhabi     | 1re      | Moins de 48 kg |
| 2017  | Grand Prix Antalya       | Antalya       | 1re      | Moins de 48 kg |
| 2017  | Grand Slam Ekaterinbourg | Ekaterinbourg | 3e       | Moins de 48 kg |
| 2017  | Grand Slam Abu Dhabi     | Abu Dhabi     | 3e       | Moins de 48 kg |
| 2017  | Grand Prix La Haye       | La Haye       | 2e       | Moins de 48 kg |
| 2018  | Grand Prix Zagreb        | Zagreb        | 3e       | Moins de 48 kg |
| 2019  | Grand Slam Paris         | Paris         | 3e       | Moins de 48 kg |
| 2019  | Grand Prix Antalya       | Antalya       | 2e       | Moins de 48 kg |